# Sulfur de carbonil
El sulfur de carbonil és el compost orgànic amb la fórmula OCS. Normalment s'escriu com COS, és un gas incolor inflamable amb una olor desagradable. És una molècula linear que consta d'un grup carbonil enllaçat doblement amb un àtom de sofre. El sulfur de carbonil es pot considerar un intermedi entre el diòxid de carboni i el disulfur de carboni.
El sulfur de carboni es descompon en presència d'humitat i bases a diòxid de carboni i sulfur d'hidrogen.
Aquest compost s'ha trobat que catalitza la formació de pèptids d'aminoàcids. Aquesta troballa és una extensió de l'experiment de Miller i Urey i es suggereix que el sulfur de carbonil va tenir un paper important en l'origen de la vida.

## Presentació
El sulfur de carbonil és el compost de sofre més abundant en l'atmosfera terrestre, a 0,5±0,05 ppb, perquè els oceans i els volcans l'emeten. Una part del sulfur de carbonil transportat a l'estratosfera s'oxida a àcid sulfúric. L'àcid sulfúric forma partícules que afecten l'escalfament global.